# العلاقات الغواتيمالية الكوستاريكية
العلاقات الغواتيمالية الكوستاريكية هي العلاقات الثنائية التي تجمع بين غواتيمالا وكوستاريكا.

## مقارنة بين البلدين
هذه مقارنة عامة ومرجعية للدولتين:
| وجه المقارنة                                              | غواتيمالا       | كوستاريكا                                 |
| --------------------------------------------------------- | --------------- | ----------------------------------------- |
| المساحة (كم2)                                             | 108.89 ألف      | 51.10 ألف                                 |
| عدد السكان (نسمة)                                         | 17.26 مليون     | 4.91 مليون                                |
| الكثافة السكانية (ن./كم²)                                 | 158.51          | 96.09                                     |
| العاصمة                                                   | غواتيمالا       | سان خوسيه                                 |
| اللغة الرسمية                                             | اللغة الإسبانية | اللغة الإسبانية                           |
| العملة                                                    | كتزال غواتيمالي | كولون كوستاريكي                           |
| الناتج المحلي الإجمالي (بليون دولار)                      | 75.62 مليار     | 57.06 مليار                               |
| الناتج المحلي الإجمالي (تعادل القوة الشرائية) بليون دولار | 126.21 مليار    | 74.98 مليار                               |
| الناتج المحلي الإجمالي الاسمي للفرد دولار أمريكي          | 3.90 ألف        | 11.26 ألف                                 |
| الناتج المحلي الإجمالي للفرد دولار أمريكي                 | 7.45 ألف        | 14.92 ألف                                 |
| مؤشر التنمية البشرية                                      | 0.627           | 0.766                                     |
| رمز المكالمات الدولي                                      | +502            | +506                                      |
| رمز الإنترنت                                              | .gt             | .cr، قائمة نطاقات المستوى الأعلى للإنترنت |
| المنطقة الزمنية                                           | 00              | 00                                        |

## مدن متوأمة
في ما يلي قائمة باتفاقيات التوأمة بين مدن غواتيمالية وكوستاريكية:
- ترتبط غواتيمالا مع سان خوسيه باتفاقية توأمة منذ 1998.
- ترتبط كويتزالتنانغو مع سان خوسيه باتفاقية توأمة.

## منظمات دولية مشتركة
يشترك البلدان في عضوية مجموعة من المنظمات الدولية، منها:
| علم المنظمة | اسم المنظمة                                                          | تاريخ انضمام غواتيمالا | تاريخ انضمام كوستاريكا |
| ----------- | -------------------------------------------------------------------- | ---------------------- | ---------------------- |
|             | بنك أمريكا الوسطى للتكامل الاقتصادي ‏                                 | ?                      | ?                      |
|             | وكالة حظر الأسلحة النووية في أمريكا اللاتينية ومنطقة البحر الكاريبي ‏ | ?                      | ?                      |
|             | الاتحاد البريدي العالمي                                              | ?                      | ?                      |
|             | يونسكو                                                               | 2 يناير 1950           | 19 مايو 1950           |
|             | البنك الدولي للإنشاء والتعمير                                        | 28 ديسمبر 1945         | 8 يناير 1946           |
|             | منظمة التجارة العالمية                                               | ?                      | ?                      |
|             | وكالة ضمان الاستثمار متعدد الأطراف                                   | 11 يوليو 1996          | 8 فبراير 1994          |
|             | الاتحاد الدولي للاتصالات                                             | 10 يوليو 1914          | 13 سبتمبر 1932         |
|             | منظمة الشرطة الجنائية الدولية                                        | ?                      | ?                      |
|             | مؤسسة التمويل الدولية                                                | 20 يوليو 1956          | 20 يوليو 1956          |
|             | الأمم المتحدة                                                        | 21 نوفمبر 1945         | 2 نوفمبر 1945          |
|             | Central American Common Market ‏                                      | 3 يوليو 1961           | 1 يوليو 1962           |
|             | مؤسسة التنمية الدولية                                                | 27 أبريل 1961          | 30 يونيو 1961          |
|             | منظمة حظر الأسلحة الكيميائية                                         | ?                      | ?                      |
|             | المركز الدولي لتسوية المنازعات الاستشارية                            | 20 فبراير 2003         | 27 مايو 1993           |

## وصلات خارجية
- موقع وزارة الخارجية الغواتيمالية
- موقع وزارة الخارجية الكوستاريكية